# Jorge Álvaro
Jorge Alvaro (*1949, Buenos Aires, Argentina) es un pintor, dibujante y grabador argentino.
Egresado de la Escuela de Bellas Artes Manuel Belgrano y de la Academia Prilidiano Pueyrredón de Buenos Aires expone sus obras a partir de 1966, participando en la Bienal de grabado de Tandil en 1968.
Realiza varias muestras individuales en Buenos Aires, Montevideo, Nueva York, Barcelona, Cleveland y San Diego.
Merecedor, entre otros, del Premio Marcelo de Ridder, Premio de Pintura Amalia Lacroze de Fortabat en 1991 y del Premio Konex en 1992 y 2002.
En 2006 Primer Premio de Pintura X Bienal de Arte Sacro;  2003 Primer premio de Dibujo Salón Municipal Manuel Belgrano;  en 2001 obtiene el Gran Premio del Honor del Salón Nacional en categoría dibujo.
Casado con la pintora Alicia Carletti, sus obras se encuentran en museos de varios países.